# NGC 1251
NGC 1251 – gwiazda podwójna znajdująca się w gwiazdozbiorze Wieloryba. Zaobserwował ją Phillip Sidney Coolidge 25 stycznia 1860 roku i skatalogował jako słabą mgławicę.